# Elmar Klaos
Elmar Klaos (* 2. Februarjul. / 14. Februar 1899greg.; † unbekannt) war ein estnischer Fußballspieler.

## Karriere
Elmar Klaos der im Februar 1899 geboren wurde, spielte in seiner Fußballkarriere von 1920 bis 1926 beim Tallinna JK und SK Tallinna Sport. In den Jahren 1921, 1922 und 1924 wurde er mit dem SK Tallinna Sport jeweils Estnischer Meister.
Für die Estnische Fußballnationalmannschaft absolvierte Elmar Klaos am 17. Oktober 1920 ein Länderspiel: Beim 0:6 gegen Finnland, dem ersten Länderspiel einer estnischen Nationalmannschaft überhaupt. Es blieb jedoch sein einziger Länderspieleinsatz.

## Erfolge
- Estnische Fußballmeisterschaft: 1921, 1922, 1924